# Atlas (cómic)
Erik Josten, también conocido como Power Man (Hombre Poder), Smuggler (Contrabandista), Goliath (Goliat) y Atlas, es un personaje ficticio que aparece en los cómics estadounidenses publicados por Marvel Cómics. El personaje ha sido un miembro prominente de los Maestros del Mal y los Thunderbolts.

## Historial de publicaciones
Creado por el escritor Stan Lee y el artista Don Heck, el personaje apareció por primera vez en The Avengers # 21 (octubre de 1965) como Power Man, en Peter Parker, The Spectacular Spider-Man # 49 (diciembre de 1980) como Smuggler, en Iron Man Annual # 7 (octubre de 1984) como Goliath, y en The Incredible Hulk # 449 (enero de 1997) como Atlas.

## Biografía
Erik Josten nació en Milwaukee, Wisconsin. Un ex marino sin permiso, volvió como mercenario y es contratado por el Barón Heinrich Zemo como jefe de seguridad de su fuerza de América del Sur / mercenaria. Después de la muerte de Zemo, Josten está convencido por la Encantadora para someterse al mismo tratamiento 'de rayos iónicos "(de una máquina inventada por Zemo) como Simon Williams (Hombre Maravilla), haciendo a Josten súper fuerte (aunque no tan fuerte como el Hombre Maravilla desde el tratamiento fue calibrado específicamente para Williams y la hechicera no era consciente de que tenía que ser adaptada al sujeto). Tomando el nombre de "Power Man", se convierte en socio de la Encantadora y se enfrenta a Los Vengadores a petición de ella. Ella utiliza ilusiones para convertir la ciudad en contra de los Vengadores, aunque finalmente el Capitán América utiliza una grabación en cinta para probar que los Vengadores eran inocentes. Se convierte en un supervillano profesional y socios con el Espadachín, y los dos luchar contra los Vengadores de nuevo bajo el liderazgo del lavado de cerebro de la Viuda Negra. Junto con el espadachín, que se convierte en un peón involuntario de Red Skull y combate contra el Capitán América. Se desempeña brevemente como un agente del Mandarín. Más tarde, combate a los Vengadores de nuevo como un miembro de la primera Legión Letal.
Finalmente, Josten conoce a Luke Cage, un héroe que durante un tiempo ha asumido el nombre de Power Man.Los dos pelean por el derecho a usar el nombre, y Cage gana. Josten luego se une a la nueva Legión Letal del Conde Nefaria bajo la promesa de que Nefaria aumentaría enormemente los poderes de Josten. Esto lo hace, pero Nefaria luego roba los poderes mejorados de Josten (junto con los de sus otros subordinados sobrehumanos), lo que reduce en gran medida su fuerza.
Su fuerza se desvanece, Josten cambia su disfraz y se convierte en un contrabandista, tomando el nombre poco imaginativo pero apropiado del "Smuggler". En su primera y única aparición como Smuggler, es derrotado por Spider-Man. Spider-Man luego asiste a Josten contra Maggia.
Más tarde, él gana la capacidad de crecer a tamaño gigante del criminal Doctor Karl Malus usando una muestra del suero de crecimiento de Hank Pym. Luego toma el nombre "Goliath", un nombre usado anteriormente por superhéroes y otra vez cambia su disfraz. Lucha contra James Rhodes como Iron Man y los Vengadores de la Costa Oeste que lo derrotan. Usando su habilidad, es enviado por el Doctor Doom para matar a Spider-Man, pero Goliath es derrotado gracias a los poderes cósmicos recién adquiridos del héroe.
Bajo el liderazgo de Segador, Goliath nuevamente lucha contra los Vengadores de la Costa Oeste junto a Hombre Mono, Nekra y Ultron. Su intento de fuga es frustrado por los Vengadores.
Josten se une a una nueva cuarta versión de Maestros del Mal, fundada por el Barón Helmut Zemo. Durante su tiempo con este grupo, Josten es uno de los villanos que invade y captura la Mansión de los Vengadores y vence a Hércules severamente.
Goliath más tarde lucha contra Spider-Man durante los " Actos de venganza". Su intento de ruptura en la Bóveda es frustrado por los Vengadores y la Fuerza de la Libertad. También lucha contra Hombre Maravilla en un intento de usurpar la fama.
Josten como Goliat más tarde lucha contra Giant-Man (Bill Foster), Ant-Man (Scott Lang), y luego otro Goliat (Clint Barton). Luego tiene una revancha con Hombre Maravilla. Luego es victimizado por criminales Kosmosian, y rescatado por Giant-Man (Hank Pym).
Cuando Zemo más tarde decide disfrazar a los Maestros del Mal como un equipo de superhéroes llamado los Thunderbolts, Josten crea la identidad (y el vestuario) original de "Atlas". Durante este tiempo comenzó a salir con Dallas Riordan, el enlace de los Thunderbolts a la oficina del alcalde de Nueva York. Sin embargo, como la mayoría de los Thunderbolts, Atlas comienza a disfrutar de la admiración pública y, finalmente, las reformas para intentar ser un superhéroe genuino, incluso después de que el pasado criminal de los Thunderbolts se revela públicamente. Después de absorber la energía de una de las armas de Nefaria, una "bomba iónica", Josten muta en una gigantesca "criatura de energía iónica". Scourge lo mató / dispersó para proteger la ciudad de Burton Canyon, Colorado. La forma iónica de Atlas comienza más tarde a acechar a Dallas Riordan de la misma manera en que la forma iónica de Hombre Maravilla había perseguido a la Bruja Escarlata. Más tarde, Atlas poseería a Dallas Riordan y le daría poder con la energía iónica. Juntos se reúnen con los otros miembros fundadores de Thunderbolts para derrotar a Graviton y son enviados a Antichton.
Cuando se separan al regresar de Antichton, Dallas toma la energía iónica, dejando a Josten sin poder, una situación que dura hasta que Fixer le da una nueva dosis de partículas de Pym. Esto dura hasta el final de la serie limitada Avengers / Thunderbolts, cuando Erik le pide a Henry Pym que elimine las partículas de su sistema. Sin embargo, él recupera la capacidad de cambiar su tamaño al recuperar la energía iónica de Dallas, dejándola parapléjica nuevamente.
Alterado nuevamente por The Wellspring, durante una batalla contra el Gran Maestro en la que tiene que ceder temporalmente sus poderes a Zemo, se queda atrapado en una forma gigante, demasiado pesado incluso para moverse y comunicarse. Sin embargo, él puede devolverle algo de energía iónica a Dallas, restaurando sus piernas.
Los científicos de Camp Hammond recuperan el tamaño normal de Atlas y registra Atlas como parte de la Iniciativa. Aunque registrado, los poderes de cambio de tamaño de Atlas se consideran demasiado poco confiables para ser colocado en un equipo de Iniciativa. Sin embargo, Nighthawk lo contrata junto con otros héroes cuestionables después de que su equipo de Defensores sea desmantelado por S.H.I.E.L.D.
Atlas fue reclutado más tarde por Hombre Maravilla (cuyo problema de fuga de energía iónica estaba afectando su juicio) para unirse a sus Revengadores. El motivo de Atlas para unirse a los Revengadores fue que sus numerosas solicitudes para unirse a la Iniciativa fueron denegadas.
Durante la historia de Avengers: Standoff!, Atlas fue un recluso de Pleasant Hill, una comunidad cerrada establecida por S.H.I.E.L.D. Utilizando el proyecto Kobik, S.H.I.E.L.D. transformó a Atlas en un cartero anónimo de Pleasant Hill.
Luego del incidente de Pleasant Hill, Atlas se unió a la encarnación de los Thunderbolts del Soldado del Invierno con el objetivo de evitar que S.H.I.E.L.D. continúe con el Proyecto Kobik.
Durante la historia de Monsters Unleashed, se vio a Atlas luchando contra los monstruos Leviathon Tide en Washington D. C.
Posteriormente, el Barón Helmut Zemo y su tercera encarnación de los Maestros del Mal se acercaron a Atlas para reclutarlo. Cuando se resistió, los Maestros del Mal lo atacaron cuando Jolt apareció para ayudarlo. Durante la lucha contra los Maestros del Mal, Atlas y los Thunderbolts fueron derrotados y capturados.
Durante la parte de "Abrir Salvo" de la historia del Imperio Secreto, Atlas, Moonstone y Fixer finalmente desertan a los Maestros del Mal después de que el Barón Helmut Zemo usa las habilidades de Kobik para enviar al Soldado de Invierno en el tiempo. Después de que Kobik se rompió, Atlas ayudó a buscar sus fragmentos para que el Barón Zemo la volviera a armar.Cuando los Maestros del Mal pasan a formar parte del Ejército del Mal de Hydra, Atlas participó en el ataque a Manhattan en represalia por lo sucedido en Pleasant Hill.

## Poderes y Habilidades
Al igual que Wonder Man y Conde Nefaria, Erik Josten es un inmortal prácticamente indestructible hecha de "energía iónica", como resultado de la aplicación de los procesos mutagénicos desarrollado por el Barón Heinrich Zemo. Posee una gran fuerza sobrehumana y durabilidad incluso a su tamaño normal.
Después de perder sus poderes iónicos para Nefaria, Josten obtendría nuevas habilidades como resultado de la experimentación del Dr. Karl Malus. Además, gana el poder de aumentar su tamaño y masa a voluntad. Originalmente se vio limitado para convertir su altura normal de 6 pies (1,8 m) a su máxima 60 y pies (18 m), pero más tarde aprendió a aumentar este límite cuando está enojado. Josten atrae psiónicamente la masa adicional desde una fuente extradimensional de "Cosmos", a la cual regresa a medida que disminuye de tamaño. A su altura máxima, es capaz de superar a Namor, o incluso derrotar a Hyperion con un solo ataque. Su durabilidad también aumenta con su altura, y si su cuerpo es destruido, generalmente es capaz de reconstruir su cuerpo con suficiente tiempo.
Una vez, al ayudar a renegados Kosmossianos, pudo absorber la mayoría de la masa de su prisión, lo que les permitió escapar. Su obsesión con el tamaño y el poder lo convirtió en su prisionero, ya que continuamente lo llenaban con la misa de su prisión. Encerrado en una dimensión extra, y cientos de millas de altura, fue salvado por Giant Man de 100 pies (Henry Pym) y volvió a su tamaño normal y en estado de coma.
Josten es un buen combatiente cuerpo a cuerpo y recibió entrenamiento de combate cuando trabajaba como mercenario.

## Familia
Los padres de Erik eran granjeros que perdieron su granja como resultado de los crímenes de Erik como Power Man haciendo las noticias. Nadie en su ciudad haría negocios con los Jostens. Su hermano mayor, Carl, se convirtió en un alcohólico y un adicto al juego. Su hermana menor Lindy fue asesinada cuando tenía 10 años y Erik tenía 17 años. Intentó seguirlo a él y a sus amigos en su bicicleta y finalmente fue atropellada por un automóvil. Su hermano menor, Conrad estaba tan avergonzado de Erik que escapó y cambió su nombre. Carl fue asesinado por un prestamista al que le debía dinero. Conrad fue incluido en los Redentores y tomó el nombre en código anterior de Erik, Smuggler y se le dio un traje que le permitió acceder a la dimensión de la fuerza oscura. Conrad y la mayoría de los redentores fueron asesinados por el villano Graviton. Años después, Zemo obligó a Erik a traicionar a los Thunderbolts al ofrecerle salvar a Conrad de la dimensión de la fuerza oscura. Conrad sirve brevemente a un miembro de los Thunderbolts junto a Erik y hacen las paces con su pasado.

## Personalidad
Como Thunderbolt Erik fue el miembro menos asertivo a pesar de ser el más fuerte físicamente en el equipo. Con frecuencia huye de sus problemas. Se escapó de casa después de la muerte de su hermana y se unió al ejército, luego se fue sin permiso y se convirtió en un contrabandista y más tarde un mercenario trabajando para Heinrich Zemo. Fue en este momento que conoció a Helmut, el hijo de Heinrich. Erik traiciona al barón Helmut Zemo cuando trata de matar a Jolt pero luego lo salva de la muerte después de que el Barón sufre una fuerte paliza por parte de Moonstone. Erik rutinariamente le dice al líder de otros en su equipo que no le gusta tomar decisiones porque, como él dice, es "solo un gruñido". Erik suele ser el primero en identificarse con un enemigo y, a menudo, pone sus relaciones con amigos y familiares sobre hacer lo correcto. Ejemplos de esto incluyen: cuando supo que Man Killer fingía ser un barman mientras estaba mintiendo bajo de la ley; no decirle al equipo sobre salvar a Zemo; negándose a decir a los Thunderbolts que Techno está en Burton Canyon; traicionando a su equipo para salvar a su hermano; y "matar" a Genis para evitar que interrumpiera la relación de Abe y Melissa porque temía que arruinaría la reconstitución de los Thunderbolts de Abe.

## Otras versiones

### JLA/Avengers
Durante la historia de JLA/Avengers, Erik, como Goliat, es visto entre los villanos cautivados que defienden la fortaleza de Krona, junto con otros miembros de los Maestros del Mal.Se muestra siendo golpeado por Plastic Man, que se ha convertido en una bola gigante.

### Marvel Zombies
Atlas aparece junto a los Thunderbolts en los Dead Days one-shot de la miniserie de Marvel Zombies atacando a Thor. Él es visto en un panel siendo golpeado en la cara con el poderoso martillo de Thor.

### Marvel Adventures
Erik Josten aparece en Marvel Adventures: The Avengers # 20 como el asistente de investigación de Hank Pym. Resulta que guarda rencor contra Hank y se enamora de Janet van Dyne / Giant Girl, y cuando Janet le dice que no le interesa y cuando Spider-Man se burla de él, crece hasta alcanzar el tamaño gigante y se pone una versión del traje de Goliath. Él es derrotado por Hank y un ejército de hormigas.

### Casa de M
En la realidad de la Casa de M, Power Man es parte de un equipo de supervillanos no mutantes compuesto por el Buitre y el Zancudo. En el número 5, se lo ve en la televisión siendo sometido y arrestado por un equipo de mutantes del FBI, específicamente Blob y Thunderbird.

### Viejo Logan
Atlas aparece en Viejo Hawkeye, una precuela de Viejo Logan. Erik y el resto de los Thunderbolts traicionaron a Hawkeye y se pusieron del lado de Red Skull, resultando en la muerte de todos los otros Vengadores. Años más tarde, Erik trabaja como Atlas en un circo hasta que Hawkeye lo persigue y lo desafía a una batalla final antes de matarlo.

## En otros medios

### Televisión
- Erik Josten apareció en las partes del Capitán América y los Vengadores de The Marvel Super Heroes.
- Erik Josten en su alias como Goliat aparece en Avengers: Ultron Revolution, con la voz de Jesse Burch.[71]
  - En el episodio 1, "Adaptándose al cambio", aparece como un miembro de los Maestros del Mal, antes de ser derrotado por los Vengadores.
  - En el episodio 4, "Sitiados", él y los Maestros del Mal son rescatados por el Barón Helmut Zemo siendo su jefe y engañan a los Vengadores en apoderarse de su torre, enfrentándose a Hawkeye.
  - En el episodio 5, "Los Thunderbolts", hace su aparición como Atlas, junto con otros héroes llamados los Thunderbolts.
  - En el episodio 6, "Los Thunderbolts al Descubierto", se descubre como Goliat, cuando él y los Maestros del Mal decidieron ayudar a los Vengadores a detener al Barón Zemo de usar las partículas de Klaw.

### Videojuegos
- El alias Goliat de Erik Josten aparece en el videojuego Iron Man and X-O Manowar in Heavy Metal.